# Kościół św. Trójcy w Wińsku
Kościół świętej Trójcy – rzymskokatolicki kościół pomocniczy należący do parafii św. Michała Archanioła w Wińsku.

## Historia
Budowla była wzmiankowana już w 1354 roku. W tym czasie była to świątynia murowana i nosiła wezwanie Najświętszej Maryi Panny. W 1432 roku została zniszczona przez husytów, odbudowano ją w 1442 roku. Podczas pożaru Wińska, w 1514 roku, budowla prawie doszczętnie spłonęła, zachowały się tylko resztki murów obwodowych. Kościół został odbudowany w latach 1549-1562. Od tego czasu świątynia nosząca dotychczas wezwanie Najświętszej Maryi Panny, poświęcona została Trójcy Świętej. W latach 1669–1671 budowla została gruntownie wyremontowana. W 1826 roku została przebudowana zakrystia. W 1876 roku do zachodniej elewacji korpusu, na osi świątyni została dobudowana wieża w stylu neogotyckim. W tym samym czasie zostały także gruntownie wyremontowane mury oraz wyposażenie budowli.

## Architektura
Jest to świątynia orientowana, murowana, wzniesiona z cegły, zbudowana jako trzyprzęsłowy kościół halowy, posiadający wydłużone prezbiterium zamknięte poligonalnie, i wnętrza nakryte drewnianymi stropami. Do wyposażenia kościoła należą ołtarz rzeźbiony wykonany na początku XVII wieku w stylu renesansowym, chrzcielnica wykonana w 2. połowie XVI wieku, oraz liczne nagrobki kamienne wykonane w 2. połowie XVI i na początku XVII wieku.